# Gervane Kastaneer
Gervane Zjandric Adonnis Kastaneer (ur. 9 czerwca 1996 w Rotterdamie) – piłkarz z Curaçao grający na pozycji napastnika w klubie Persib Bandung oraz reprezentacji Curaçao.

## Kariera
Karierę rozpoczynał w FC Dordrecht. Potem występował w kilku innych holenderskich klubach, m in. ADO Den Haag, NAC Breda czy PEC Zwolle. Pierwszy raz za granicę wyjechał w 2017 do 1. FC Kaiserslautern. W 2019 został piłkarzem Coventry City, z którym w pierwszym sezonie zdobył EFL League One. Z kolei grając w Heart of Midlothian, wygrał Scottish Championship w sezonie 2020/21. W 2025 roku podpisał kontrakt z Persib Bandung.
Występował w młodzieżowych reprezentacjach Holandii. W dorosłej reprezentacji Curaçao zadebiutował 12 października 2018 w meczu z Wyspami Dziewiczymi Stanów Zjednoczonych. Pierwszą bramkę w kadrze zdobył 23 marca 2019 przeciwko Antigui i Barbudzie. W eliminacjach do Mistrzostw Świata 2026 zdobył 5 goli.